# Eriauchenius gracilicollis
Eriauchenius gracilicollis is een spinnensoort uit de familie Archaeidae. De soort komt voor in Madagaskar.
De naam van de soort komt van gracilis = slank, collum = nek. De soort is tot 2 mm lang en jaagt op andere giftige spinnen met haar giftanden aan het einde van haar enorm langgerekte kaken. De spinnen lopen gewoonlijk ondersteboven.